# Hitler e il nazismo magico
Hitler e il nazismo magico è un saggio di Giorgio Galli. L'autore indaga nella storia della Germania nazista alla ricerca delle concezioni esoteriche che avrebbero influenzato Hitler e la sua più stretta cerchia di collaboratori. 

## Sinossi
Nucleo centrale del saggio è l'individuazione di motivazioni occulte alla base delle scelte decisive del vertice nazista, scelte altrimenti inspiegabili secondo le comuni categorie del logico e dell'umanamente tollerabile.
Alla base di tali motivazioni c'è lo scontro tra le forze primordiali avverse del bene e del male, all'interno delle quali Hitler e il vertice costituirebbero un nucleo di iniziati. Il loro operato, sin dagli esordi (considerata la documentata organicità del nascente NSDAP a importanti organizzazioni dell'occultismo), si configurerebbe come uno sforzo di calare nel politico quelli che sono obiettivi propri dell'occultismo, secondo un piano predeterminato e che troverebbe una sua unitarietà nello sviluppo del nazismo, dalle origini alla disfatta finale. 
Secondo tale interpretazione, l'antisemitismo sarebbe il principale di tali obiettivi. In particolare Galli individua nell'attacco tedesco all'URSS del 1941 il tentativo di impadronirsi della Heartland, il cuore mistico dell'Eurasia secondo le teorie di Karl Haushofer.

## Edizioni
- Giorgio Galli, Hitler e il nazismo magico - Le componenti esoteriche del Reich millenario, Rizzoli, 1989,  p. 332, ISBN 88-17-00634-3.